# خط اصلی سوبو
خط سوبو-هونسن (به ژاپنی:総武本線, Sōbu-honsen) یا خط اصلی سوبو یکی از خطوط شرکت راه‌آهن شرق ژاپن است. این خط ۴۹ ایستگاه دارد.

## ایستگاه‌ها

### توکیو - کینشی چو - چیبا
- خط تندروی سوبو

### اوچانومیزو - کینشی چو - چیبا
- خط چوئو-سوبو

### چیبا - چوشی
| ایستگاه      | ایستگاه  | محل                  |
| ------------ | -------- | -------------------- |
| ایستگاه چیبا | 千葉     | چیبا, استان چیبا     |
| هیگاشی-چیبا  | 東千葉   | چیبا, استان چیبا     |
| سوگا         | 都賀     | واکابا، چیبا         |
| یوتسوکایدو   | 四街道   | یوتسوکایدو، چیبا     |
| مونویی       | 物井     | یوتسوکایدو، چیبا     |
| ساکورا، چیبا | 佐倉     | ساکورا، چیبا, چیبا   |
| مینامی-شیسوی | 南酒々井 | شیسوی، چیبا          |
| انوکیدو      | 榎戸     | یاچیماتا، چیبا, چیبا |
| یاچیماتا     | 八街     | یاچیماتا، چیبا, چیبا |
| هوگا         | 日向     | سان‌مو، چیبا, چیبا    |
| ناروتو       | 成東     | سان‌مو، چیبا, چیبا    |
| ماتسوئو      | 松尾     | سان‌مو، چیبا, چیبا    |
| یوکوشیبا     | 横芝     | یوکوشیبا، چیبا       |
| ایگورا       | 飯倉     | سوسا، چیبا, چیبا     |
| یوکای چیبا   | 八日市場 | سوسا، چیبا, چیبا     |
| هیگاتا       | 干潟     | آساهی، چیبا, چیبا    |
| آساهی        | 旭       | آساهی، چیبا, چیبا    |
| ایوکا        | 飯岡     | آساهی، چیبا, چیبا    |
| کوراهاشی     | 倉橋     | آساهی، چیبا, چیبا    |
| سارودا       | 猿田     | چوشی، چیبا, چیبا     |
| ماتسوگیشی    | 松岸     | چوشی، چیبا, چیبا     |
| چوشی         | 銚子     | چوشی، چیبا, چیبا     |